# Omiški gusari
Omiški gusari, pomorska i vojna sila na istočnom Jadranu u razvijenom srednjem vijeku. Tijekom 12. i 13. stoljeća njihove vođe bili su omiški i otočni knezovi iz roda Kačića. Sjedište im se nalazilo u gradu Omišu, na ulazu u kanjon rijeke Cetine. Smatraju se povijesnim nasljednicima nekadašnjih neretvanskih gusara koji su djelovali u tom akvatoriju nekoliko stoljeća ranije.
Prednost omiških gusara bila je u brzini i plitkom gazu njihovih omanjih brodova, zvanih strijele, njihovoj hrabrosti odvažnosti te prirodnom zaklonu utvrđenog Omiša kojeg je bilo veoma teško zaauzeti. Prilikom povlačenja, omiške strijele su plovile unutar cetinskog kanjona, na čijem je ulazu izgrađen podvodni zid s lancima na ulazu, koji je spriječavao prolazak drugim brodovima.
Omiš je pao vlast Mlečana tek 1444. godine i ta se godina uzima kao završetak djelovanja omiških gusara, iako njima u to vrijeme već odavno nisu zapovijedali Kačići, koji su izgubili vlast nad Omišem pred kralj 13. stoljeća.

## Povijest
Hrvatska obala Jadrana pogodovala je razvoju gusarenja zbog svoje razvedenosti koja uključuje niz otoka, kanala i uvala. U srednjem vijeku je Omiš bio opasno gusarsko gnijezdo na istočnoj obali Jadrana. U 12. stoljeću je Omišom zagospodario hrvatski velikaški rod Kačića, čiji su članovi po senioratskom pravu obnašali nasljednu dužnost kneza (kenezius, comes) u rodu i sjedištu vlasti.
Uspon omiške grane roda Kačića počinje s omiškim knezom Nikolom Kačićem koji je 1167. godine sklopio trgovački ugovor o slobodnoj plovidbi s gradom Kotorom, kojim se omogućava slobodna pomorska trgovina građanima Kotora, kao i strancima koji žele trgovati s Kotorom.  Nakon što je 1180. godine propala bizantska vlast nad Kraljevinom Hrvatskom, omiški gusari su pod vodstvom Kačića pojačali svoju djelatnost na Jadranu pa su počeli napadati mletačke brodove i zalijetati se sve do Apulije na zapadnoj obali Jadrana.
Godine 1190. Dubrovčani su također pristali na plaćanje danka Omišanima za slobodnu plovidbu Jadranskim morem. Godine 1208. omiški knez Sebena je potvrdio raniji ugovor s Dubrovnikom, a ujedno je sklopio i ugovor s Mlečanima kojima je dopustio sigurnu i slobodnu plovidbu Jadranom u zamjenu za plaćanje danka Omišanima.
Gusarska aktivnost na Jadranu intenzivirala se s dolaskom Malduča Kačića na vlast u Omišu. Godine 1220. ugarski i hrvatski kralj Andrija II. (1205. – 1235.) kritizirao je kneza Malduča zbog napada i nasilja njegovih gusara na otocima Braču i Hvaru. Dodatni problem izazvali su napadi omiških gusara na križarske brodove koji su plovili prema Palestini, zbog čega je papa Honorije III. (1216. – 1227.) poslao na istočnu obalu Jadrana papinskog legata Akoncija († oko 1225.) kako bi obuzdao gusarske napade. Papinski legat je stigao 1221. godine u Split, odakle je pozvao sve dalmatinske gradove da se bore protiv omiških heretika, jer su u međuvremenu Omišani bili optuženi i zbog patarenske hereze. Borbena djelovanja protiv Omišana na kpnu i moru završila su se tek 1226. godine njihovim porazom i obećanjem da će spaliti gusarske brodove. Premda su se bili obavezali da neće više napadati brodove, počeli su uskoro opet voditi gusarske napade na kršćanske brodove koji su se puni blaga vraćali iz Svete zemlje.
Navodno je rimski papa izopčio Omišane i Kačiće iz Crkve i prokleo ih zbog njihova gusarenja i napadanja kršćanskih brodova, uključujući i križarske. Omiški gusari su nastavili ponajviše napadati i pljačkati mletačke brodove. Split je također sklopio mirovni sporazum s Omišanima i njihovim knezom Stjepanom po kojem su se Omišani obvezali da neće gusariti. Budući da su Maldučovi (Malduk) sinovi Pribislav i Osor napali naselja na Braču i Hvaru, 1240. godine su protiv njih zaratili Splićani i Trogirani. Budući da nisu uspjeli osvojiti Omiš, napali su Brač na kojem je stolovao knez Osor Kačić te su ga ranili i zarobili, a Omišani su predali šest velikih i nekoliko manjih brodova te se opet obavezali da neće više gusariti.
Novija gusarska djelvoanja Omišana intezivirala su se tek od sredine 13. stoljeća, kada ponovno počinju napadati mletačke brodove. Godine 1274. Mlečani su ih prisilili na mir i plaćanje odštete kroz dvadest godina te stvaraju savez gradova Splita i Šibenika protiv Kačića. Budući da Kačići nisu odustali od gusarenja, Mlečani su poveli vojnu akciju na Omiš i osvojili ga 1280. godine, nakon čega su Kačići izgubili svoje kneštvo u korist Šubića Bribirskih. Ban Pavao I. Šubić Bribirski sklopio je 1290. godine mirovni sporazum s Mlečanima u kojemu im je obećao da ih njegovi podanici Omišani neće uznemiravati. Ipak, Omišani su i dalje nastavili s gusarskim aktivnostima, čak i tijekom 14. stoljeća. Međutim, to više nije bila ni sjena njihova nekadašnjeg gusarskog djelovanja na Jadranu, iako su se ponekad znali zalijetati do Boke kotorske i na zapdne obale Jadrana, pri čemu ih nije zaustavio ni Zadarski mir iz 1358. godine kojim su se Mlečani bili odrekli svih prava na istočnu obalu Jadrana.
Godine 1409. kralj Ladislav Napuljski je prodao Mlečanima sva svoja vladarska prava na Hrvatsku i Dalmaciju te Mlečani uskoro nakon toga počinju trajno zauzimanje istočnojadranske obale. Omiš je, među posljednjima, pao pod mletačku vlast 1444. godine, što je označilo kraj njihova gusarenja na Jadranu.

## Vanjske poveznice
- Kačići – Pomorska enciklopedija
- Omiški gusari – kucice.hr
- Kačići – Hrvatska enciklopedija
- Gusari – Hrvatska enciklopedija
- Gusari – Proleksis enciklopedija